# Radical 20
Le radical 20 (勹), qui signifie envelopper, est un des 23 des 214 radicaux chinois répertoriés dans le dictionnaire de Kangxi composés de deux traits.
Le caractère Unicode de 勹 est 52F9.

## Caractères avec le radical 20
| nombre de traits          | caractères              |
| ------------------------- | ----------------------- |
| Sans trait supplémentaire | 勹                      |
| 1 traits supplémentaires  | 勺                      |
| 2 traits supplémentaires  | 勻 勼 勽 勾 勿 匀 匁 匂 |
| 3 traits supplémentaires  | 匃 匄 包 匆 匇          |
| 4 traits supplémentaires  | 匈                      |
| 5 traits supplémentaires  | 匉                      |
| 6 traits supplémentaires  | 匊 匋 匌                |
| 7 traits supplémentaires  | 匍                      |
| 8 traits supplémentaires  | 匎                      |
| 9 traits supplémentaires  | 匏 匐                   |
| 10 traits supplémentaires | 匑 匒                   |
| 11 traits supplémentaires | 匓                      |
| 14 traits supplémentaires | 匔                      |